# Амур і Психея (Давід)
«Амур і Психея» — картина Жака-Луї Давіда 1817 року, яка зараз зберігається в Музеї мистецтв Клівленда. На ній зображені Амур і Психея. Вона була виготовлена під час перебування Давида у вигнанні в Брюсселі для мецената та колекціонера Джанбаттіста Соммаріва. На своїй першій виставці в музеї в Брюсселі він здивував глядачів своїм реалістичним трактуванням фігури Амура. Критики загалом вбачали в нетрадиційній стилістиці картини та реалістичному зображенні Амура доказ занепаду Давида у вигнанні, але мистецтвознавці вбачають у цій роботі свідомий відхід від традиційних методів зображення міфологічних постатей.

## Передумови

### Вигнання
Давід почав планувати «Любов і Психею» в Парижі 1813 року, а потім завершив його, перебуваючи в Брюсселі у вигнанні, після падіння влади Наполеона. Це була перша картина, яку Давід закінчив у вигнанні. Людовик XVIII запропонував Давіду помилування за його діяльність під час революції, але художник замість цього вирішив виїхати до Брюсселя. До цього часу Давіда часто вважали наслідувачем античного мистецтва. Його типовий стиль був тим, що німецький історик мистецтва Вінкельман описав як «ідеал краси». Цей стиль зосереджувався на ідеалізованому зображенні тіл. Стиль Давіда також раніше відрізнявся своєю простотою. «Амур і Психея» різко відхиляється від цих рис. Під час прем'єрного показу в Парижі багато глядачів сприйняли картину як символ негативного впливу вигнання Давіда.

### Меценатство і натхнення
Цю картину замовив Соммаріва, який швидко розбагатів завдяки фінансовим спекуляціям.:232 Ймовірно, Соммаріва зібрав свою колекцію, щоб показати своє багатство та підвищити свою репутацію.:232
За листуванням Давіда, він зацікавився історією про Амура і Психею і хотів по-новому висвітлити тему, яка часто використовується, за допомогою реалізму.: 232  Для картини позував оголеним Джеймс Галлатін, 17-річний син американського дипломата. Це може пояснити незграбний підлітковий вигляд Амура.: 232 
Ця картина заснована на міфі, який походить з «Метаморфоз» Апулея. Відповідно до сюжету, Психея — прекрасна смертна, яку за її красу карає Венера, що заздрить її красі. Її покарання доручено синові Венери — Амуру, але він закохується в Психею. Амур рятує Психею від остаточної загибелі, схопивши її та привізши до свого палацу. Щоб не засмучувати матір, він тримає своє ім'я в таємниці. Щоночі Амур залишається з Психеєю, а вранці, ще до того, як вона прокинеться, йде геть. Психея починає задаватися питанням, хто він, і намагається використати лампу, щоб дізнатися свою справжню особистість. Амур ловить її на цьому і покидає. В історії Апулея решта міфу розповідає про те, як Психея намагається повернути кохання Амура. На знімку Давіда зображений ранковий момент, коли Амур скрадається після ночі з нею. Мистецтвознавець Мері Відаль стверджувала, що картина Давида пов'язана з двозначністю та перевернутими значеннями оригінальної роботи Апулея, відтворюючи «оманливий підхід автора до алегорії».

## Опрацювання деталей
На картині зображено Амура, який тікає, а Психея мирно спить на задньому плані. Оформлення виглядає перевантаженим деталями, оскільки Давід намагається передати обставини ув'язнення Психеї. Темні, глибокі кольори та величезний балдахін контрастують із фоном. Пейзаж, за словами Мері Відаль, символізує «подорож, оновлення та просвітлення», що контрастує з обставинами Психеї.: 221  Тіла Амура і Психеї підсвічуються в контрасті з темними кольорами фону, що ще більше підкреслює їх неідеалізований вигляд.
Давід розпочав проєкт ще до свого вигнання, і після прибуття до Брюсселя він вніс численні зміни у свій проект. Він зробив значні зміни після того, як малюнок був перенесений на полотно, що було незвично. Найбільшою зміною стало оформлення інтер'єру в стилі ампір, яке, можливо, слугувало спогадом про час правління Наполеона.
Над Психеєю є маленька деталь метелика. Літаючий метелик, за словами історика мистецтва Ісси Лампе, символізує як «смерть, так і трансцендентність», служачи коментарем до щоранкової втечі Амура від Психеї.
Найбільш вражаючою деталлю цієї картини є гіперреалістичне зображення тіла Амура та його виразу. Початкове дослідження Давіда показує, що він завжди мав намір намалювати Амура таким чином, навіть до свого вигнання. Крила Амура продовжують цей стиль, оскільки вони зношені та потворні, через що Амур здається частиною царства смертних, а не божественним.

## Художній аналіз

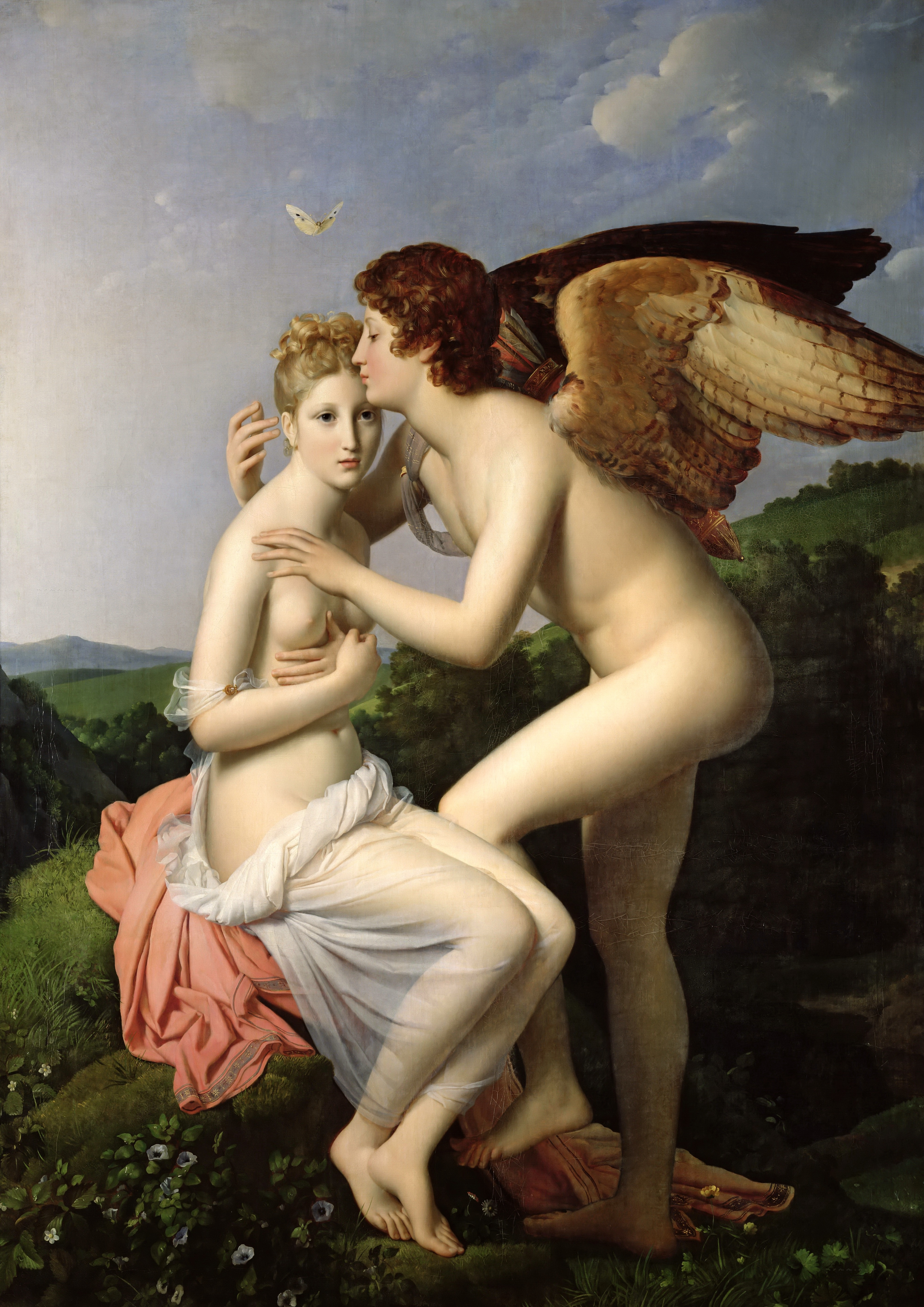
«Амур і Психея» (1798) Джерарда

Аналіз картини зазвичай зосереджується на реалістичному зображенні Амура, який відхиляється від традиційного трактування міфу. Іноді для порівняння наводять «Амур і Психея» Франсуа Жерара 1798 року. У творі Жерара обидва герої змальовані ідеалізовано, що підкреслює чистоту юного кохання. Традиційні зображення міфу також зазвичай не причетні до Амура й зображували його в основному невинним і прекрасним. Історики мистецтва також порівнюють картину Давида з картиною Франсуа Едуарда Піко «Амор і Психея» (1817), яка зображує той самий момент відходу Амура, але в ідеалізованій манері.
У версії Давида Амур виглядає зловісним, тоді як Психея вразлива, що свідчить про дещо спотворені стосунки між ними. Амур здається майже нездоровим; його колір обличчя каламутний, вираз обличчя та мова тіла здаються нелюбовними, що межують із ворожістю, а його тіло худорляве, що дуже далеко від ідеалізованих тіл, типових для того часу. Розташування та погляд Амура порушують розділення між об'єктом і глядачем. Він ніби виходить із картини в реальність і його погляд спрямований на глядача. За словами історика мистецтва Дороті Джонсон, це створює незручне відчуття під час перегляду картини, оскільки вона «робить глядачів співучасниками цієї динаміки влади» між Амуром і Психеєю.

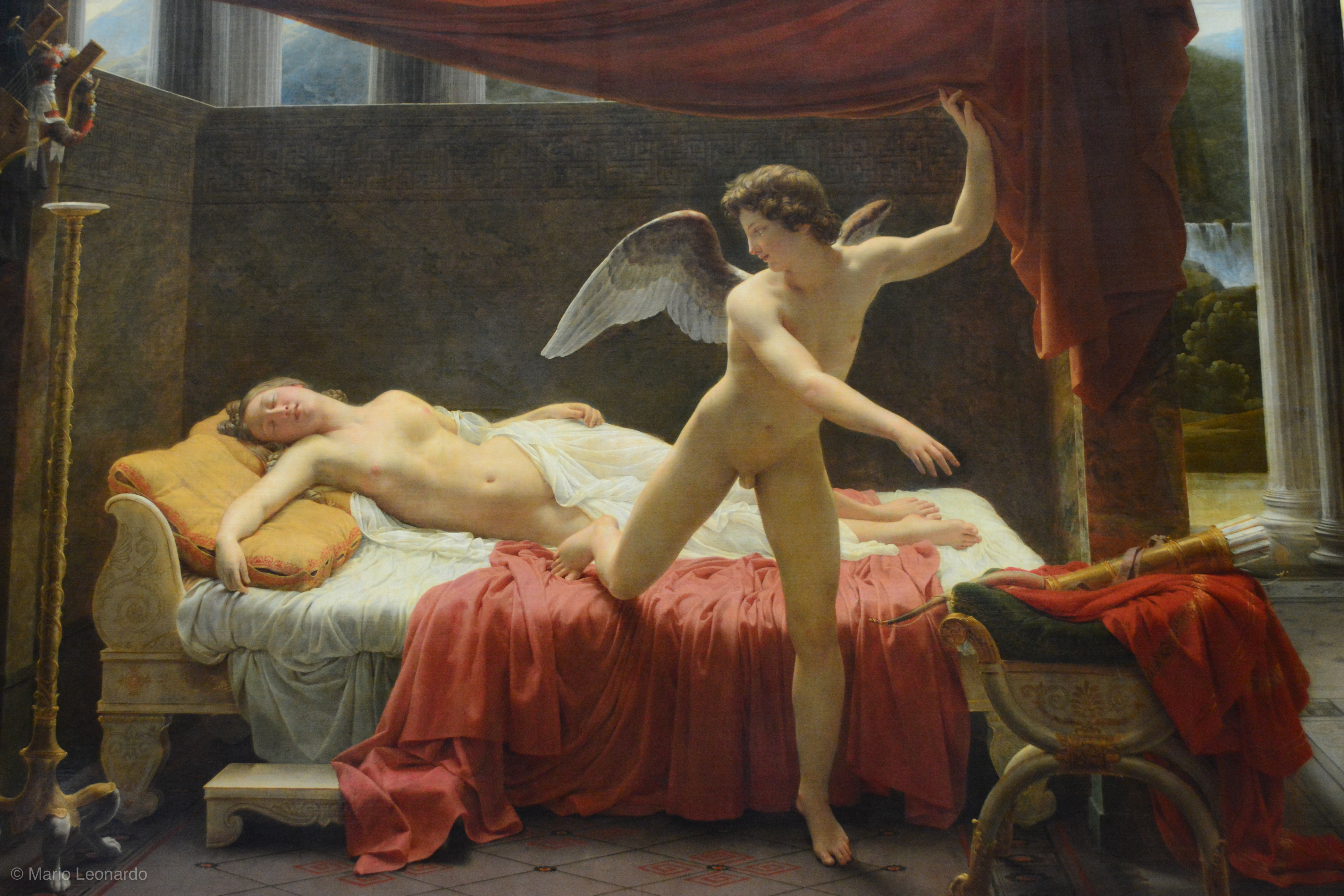
Піко, «Амур і Психея» (1817)

Позу Психеї також порівнюють із зображеннями лежачих богинь Тіціана та Корреджо. Вираз її обличчя невинний і красивий. Вона все ще спить, підкреслюючи свою вразливість. Контраст між милою Психеєю та вульгарним Амуром важливий для новизни, яку мистецтвознавці побачили в картині.

## Критика
Під час її першого показу картини з'явилися дві статті на її підтримку, але, ймовірно, на них вплинув сам Давід. Обидва вони зосереджувалися на реалізмі, в одній статті говорилося, що це «чисто історичний» підхід до міфології. Якщо порівняти його з роботами Піко, дехто схвалив реалізм.
Однак переважна більшість відгуків була негативною. Правлячий клас віддавав перевагу більш ідеалізованим роботам, оскільки реалізм вважався аморальним через натяки на сексуальні відтінки. Грос, який був відомим прихильником Давіда, сказав, що «голова Амора має дещо схожий на фавна характер, руки дещо темні та, перш за все, недостатньо витончені». Інші критики були збентежені відхиленням від типового зовнішнього вигляду Амура та стурбовані його спотворенням.